# Sint Maarten (Caribisch eiland)

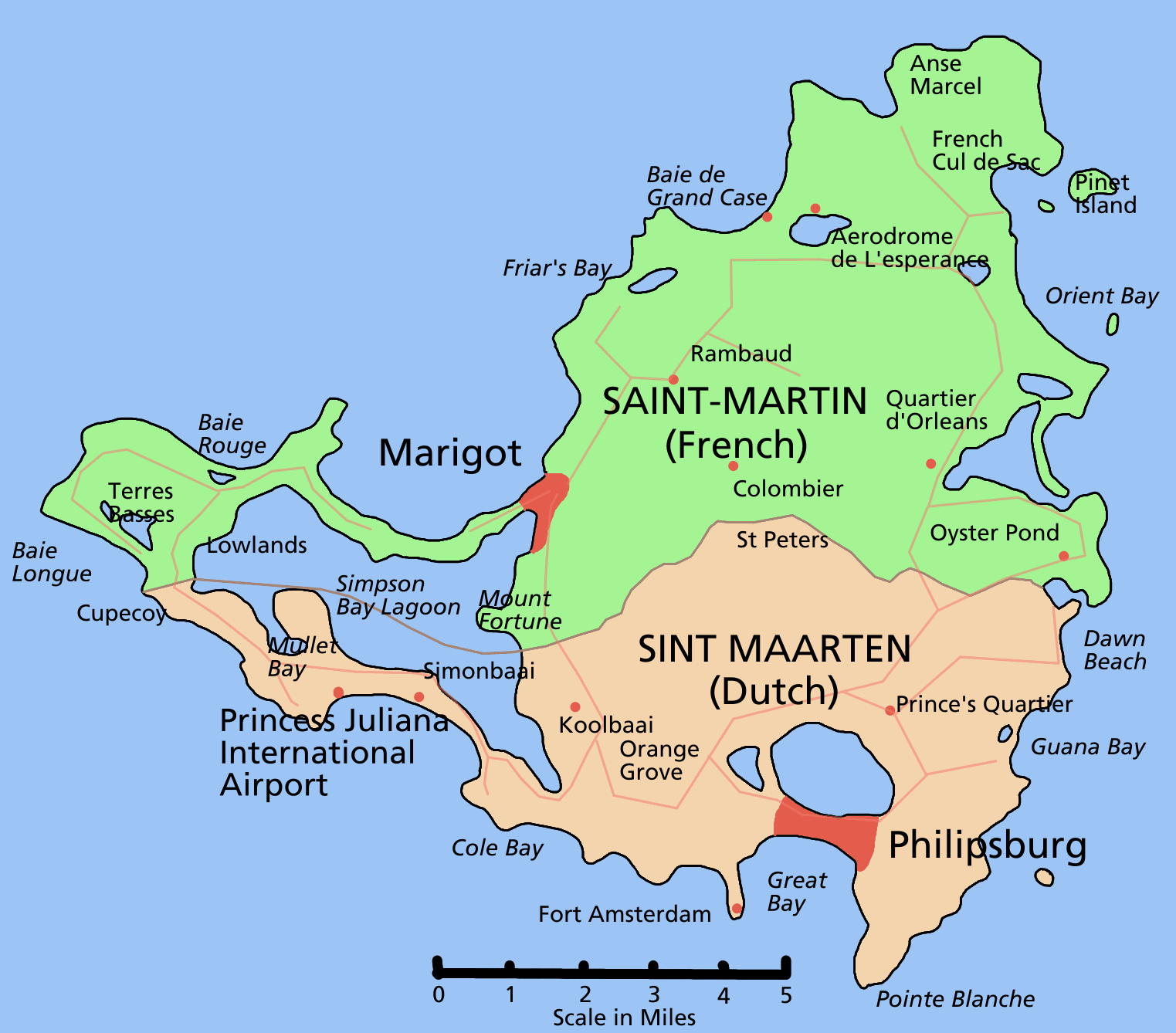
Detailkaart

Topografische kaart

Sint Maarten (Frans: Saint-Martin, Engels: Saint Martin) is een eiland in de Caraïbische Zee, genoemd naar de heilige Martinus van Tours. Het eiland behoort tot de Kleine Antillen.
Het ligt 240 kilometer ten oosten van Puerto Rico en zuidelijk van Anguilla. De oorspronkelijke bewoners noemden het eiland Soualiga (Zouteiland), een naam die door bewoners en activisten in toenemende mate gebruikt wordt in het kader van de dekolonisatie.
Sint Maarten is verdeeld in een Frans en een Nederlands deel, Collectivité de Saint-Martin respectievelijk het land Sint Maarten, die Frans resp. Nederlands en Engels als officiële talen hebben. De voertaal op het eiland is zoals op Sint Eustatius echter Engels, doordat de bevolking grotendeels afstamt van Engelstalige slaven.

## Grenzen
De totale oppervlakte van het eiland bedraagt 87 km², iets groter dan Terschelling. De totale lengte van de grens tussen het Nederlandse en het Franse deel van het eiland bedraagt 10 km. Er is vrij verkeer tussen beide delen. Naast de landgrens is er een zeegrens, die is vastgesteld bij verdrag van 6 april 2016, in werking getreden op 1 april 2017. Bij de overgang van landgrens naar zeegrens ligt aan de oostzijde de baai Oyster Pond, waarover beide landen het nog niet eens konden worden tot in mei 2023 een verdrag werd getekend dat de precieze grens vastlegde.
Het Franse deel viel van 1946 tot 2007 onder het departement Guadeloupe, maar koos op 7 december 2003 bij referendum voor zelfbestuur en werd in 2007 een overzeese gemeenschap (collectivité d'outre-mer).
Het Nederlandse deel is sinds 10 oktober 2010 een apart land binnen het Koninkrijk der Nederlanden. Voorheen was het onderdeel van de Nederlandse Antillen.
Collectivité de Saint-Martin:
- Oppervlakte: 53,2 km²
- Hoofdstad: Marigot
- Bevolking: 35 925 (2007)
- Prefect: Serge Gouteyron[3]
- ISO-landcode: MF

Land Sint Maarten:
- Oppervlakte: 34 km²
- Hoofdstad: Philipsburg
- Bevolking: 38 959[4] (01-01-2007)
- Gouverneur: Ajamu G. Baly
- ISO-landcode: SX

| Vlag               | Wapen | Naam         | Hoofdstad   | Oppervlakte | Taal                 | Munteenheid         | Status                |
| ------------------ | ----- | ------------ | ----------- | ----------- | -------------------- | ------------------- | --------------------- |
| Vlag van Frankrijk |       | Saint-Martin | Marigot     | 54 km²      | Frans                | Euro                | Frans overzees gebied |
|                    |       | Sint Maarten | Philipsburg | 34 km²      | Nederlands en Engels | Antilliaanse gulden | Autonoom gebied       |

## Geschiedenis

### Precolumbiaanse tijd
Sinds 4000 v. Chr is het eiland bewoond. Er zijn twee opgravingen geweest bij Hope Estate (Hofman en Hoogland 1999, Bonnissent 2010) die restanten van de Cedros-Saladoïde cultuur hebben aangetoond. Deze groep is hier rond 550 v.Chr. uit Zuid-Amerika aangekomen en heeft er tot rond 450 na Chr. gewoond. Ze lieten resten van een dorp, stukken aardewerk en petrogliefen na.
Sinds ca. 800 werd het eiland door de Arowakken-indianen bewoond. In de 14e eeuw kwamen de Carib-indianen, die veel oorlogszuchtiger waren. Zij noemden het eiland Soualiga (Zouteiland).

### Europese kolonisatie
Het eiland zou op 11 november (Sint-Maarten) 1493 door Columbus ontdekt zijn. De Spanjaarden lieten het eiland aanvankelijk met rust. Rond 1630 vestigden zich er Fransen en Nederlanders, vooral vanwege het aanwezige zout, maar zij werden door de Spanjaarden verdreven. Pas in 1644 gaven de Spanjaarden hun rechten op.
Op 23 maart 1648 tekenden het koninkrijk Frankrijk en de Republiek der Zeven Verenigde Nederlanden een overeenkomst (Verdrag van Concordia), waarbij het eiland gedeeld werd. Pas in 1817 werd deze overeenkomst definitief; het eiland was toen al ongeveer 16 keer van eigenaar verwisseld.
In de nadagen van de slavernij op Sint Maarten was One-Tété Lohkay een bekende vrijheidsstrijder. Na 1848 bestond de slavernij in het Caribisch gebied alleen nog op de Nederlandse en Deense eilanden. Veel slaven vluchtten dan ook naar het Franse gedeelte van het eiland waar zij vrij waren. Als gevolg daarvan werd op 6 juni 1848 door het Nederlandse gezag per proclamatie verklaard dat de slaven op de Nederlandse plantages als vrije personen zouden worden behandeld. Op Sint Maarten waren de slaven de facto dus al in 1848 vrij, ver voor de officiële afschaffing van de slavernij in het Koninkrijk der Nederlanden van 1863.

### Grensperikelen
Een essentieel onderdeel van het Verdrag van Concordia uit 1648 was dat de eilandbewoners aan beide kanten mochten vissen en jagen, en van de ene kant naar de andere kant mochten verhuizen. In 1839 werd bepaald dat zoutwinning aan beide kanten was toegestaan, maar dat Nederland en Frankrijk recht hadden om accijns te heffen. In praktijk was er nauwelijks sprake van een grens.
Op 29 maart 2020 tijdens de coronacrisis werd door beide eilandregeringen besloten de grens voor de eerste keer in de geschiedenis te sluiten en een gezamenlijke grenscontrole in te stellen.
Op 26 mei 2023 werd er door premier Silveria Jacobs van Sint Maarten en de Franse minister van binnenlandse zaken Gérald Darmanin een verdrag getekend waarin de precieze grens tussen het Nederlandse en het Franse deel van het eiland is vastgelegd. Het grensverdrag geeft volgens de landen duidelijkheid en stimuleert de verdere ontwikkeling van het eiland.

### Orkanen
Sint Maarten ligt in een gebied dat kwetsbaar is voor orkanen. Zo werd Sint Maarten in 1995 zwaar getroffen door orkaan Luis, die grote schade aan het eiland berokkende.
Op 6 september 2017 werd het eiland getroffen door orkaan Irma. Deze was van de zwaarste categorie (5) en richtte opnieuw zware schade aan op het eiland, waarbij er meerdere doden en gewonden vielen. Er zijn bij elkaar vier doden gevallen door orkaan Irma.

## Economie
Sint Maarten is een belangrijke toeristenbestemming. Er meren dagelijks meerdere cruiseschepen aan. Op het Nederlandse deel van het eiland bevindt zich het Princess Juliana International Airport, waarop vliegtuigen van het type Boeing 747 pal achter het strand konden landen. Ook op het Franse deel ligt een vliegveldje: Luchthaven L'Espérance. Amerikanen vormen het leeuwendeel van de toeristen dat arriveert per cruiseschip en per vliegtuig.

## Kunst, cultuur, sport, evenementen
Sint Maarten is historisch en cultureel een smeltkroes van Europese en Caribische invloeden, hetgeen onder andere in de kunst en architectuur van het eiland tot uitdrukking komt. Het is vrijwel onmogelijk om de kunst van Sint Maarten los te zien van de rest van het Caribisch gebied. Die inter-eilandelijke invloed zie je ook terug in de literatuur.
De Universiteit van Sint Maarten biedt door het jaar heen maar ook in de zomer diverse cursussen aan jongeren vanuit de hele Antillen. Favoriete sporten op het eiland zijn honkbal, softbal, boksen, atletiek, voetbal en basketbal. Daarnaast zijn de hanengevechten een bekend fenomeen. Deze oude sport wordt beoefend op onder andere het Franse deel van het eiland, La Savanna, Rambeaud en Grand Case. Hierbij wordt ook gegokt. In april is het jaarlijkse carnaval, dat in Afrikaans-Caribische stijl wordt gevierd. Dit carnaval wordt zelfs uitbundiger gevierd dan kerstmis. De voorbereidingen van de kostuums worden reeds in november gestart. Het eiland kent voorts veel toeristische trekpleisters, resorts, discotheken, restaurants en zwemgelegenheden, maar ook diverse musea, kerken, en concertlocaties.

## Geografie
Sint Maarten is onderdeel van de Anguillabank, een vulkaanboog waarvan Saint-Barthélemy, Sint Maarten, en Anguilla de zichtbare hoofdeilanden vormen. De vulkanen waren 39 tot 43 miljoen jaar geleden actief, en het eiland is het resultaat van vulkaanuitbarstingen. Het eiland bestaat voornamelijk uit kalksteen, klastisch gesteente en zand. De bank vormde oorspronkelijk één eiland, maar een gedeelte is onder water komen te staan, en drie hoofdeilanden met vele kleine eilandjes en rotspunten zijn overgebleven.

## Fauna

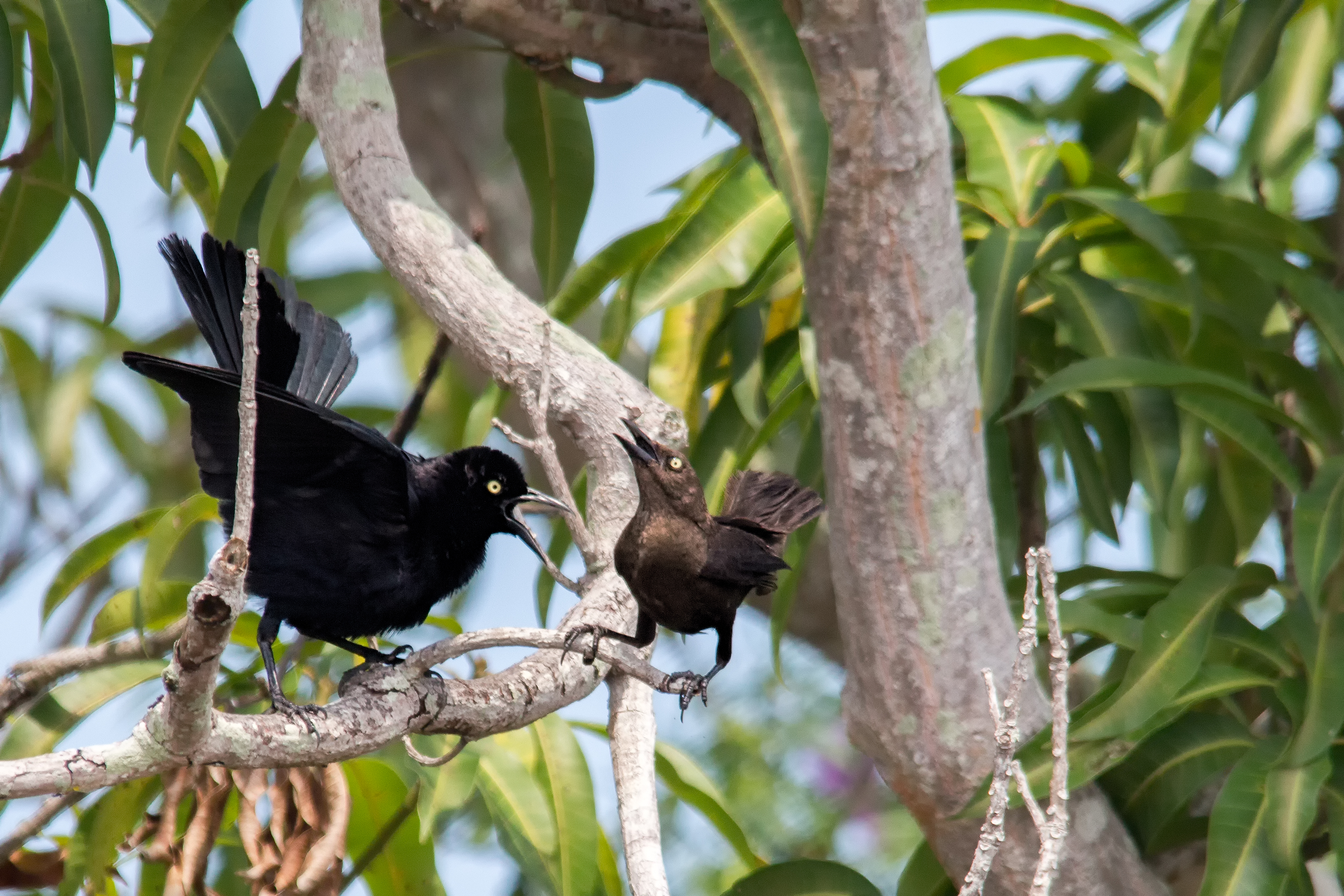
De Caribische troepiaal komt algemeen voor op Sint Maarten (m links, v rechts).

Op het eiland treft men verschillende soorten hagedissen aan, zoals anolissen en gekko's, onder andere Anolis gingivinus komt voor Sint Maarten. Tijdens orkaan Luis in 1995 spoelden enkele groene leguanen (Iguana iguana) aan op het eiland, de inheemse antillenleguaan was binnen twintig jaar uitgestorven of vermengd met de groene leguaan. Verder leven er verwilderde geiten, bosratten, landheremietkreeften en meer dan 160 verschillende vogelsoorten, waaronder Caribische troepiaal, geelborstzangers, kolibries en pelikanen. Deze laatste is de nationale vogel van Sint Maarten; het wapen van Sint Maarten toont een bruine pelikaan.
Op het eiland zijn acht soorten vleermuizen gevonden: de jamaicavruchtenvampier (Artibeus jamaicensis), Ardops nichollsi, Monophyllus plethodon, Brachyphylla cavernarum, Molossus molossus, de guanovleermuis (Tadarida brasiliensis), de Mexicaanse trechteroorvleermuis (Natalus stramineus) en de grote hazenlipvleermuis (Noctilio leporinus). Ook het uitgestorven knaagdier Amblyrhiza kwam op Sint Maarten voor.
Sint Maarten is omgeven met koraalrif, waar een grote variatie aan onderwaterflora en -fauna is: heel veel vissoorten waaronder verpleegsterhaaien, reuzenmanta's, adelaarsroggen, pijlstaartroggen, maar ook de zeester, de kreeft, de roze vleugelhoorn en de soort keizersvis Holacanthus ciliaris.
Er zijn ook diverse soorten schildpadden te vinden, zoals de lederschildpad, de onechte karetschildpad en de karetschildpad. Ze kunnen gezien worden in het zuidelijke en oostelijke gedeelte van het eiland.

## Flora
Door het droge klimaat op Sint Maarten is de verscheidenheid aan flora beperkt. Sint Maarten valt net op de grens van een tropische moessonklimaat of het drogere tropisch savanneklimaat. Het eiland telt meer dan vijfhonderd verschillende plantensoorten. In het heuvelachtige groene binnenland zijn veel palmbomen, cactussen, varens, loofbomen en dennenbomen. In het westen is meer water en dat levert een andere vegetatie op. Aan de waterkant van de Mullet Pond zijn dat bijvoorbeeld mangroven.
Op Sint Maarten treft men fruitdragende bomen aan, leveranciers van de onder meer bananen, sinaasappelen, citroenen, citrusvruchten en mango's. Daarnaast is er de guavaberry die de bessen draagt waarvan likeur wordt gemaakt. Net als op de andere Caribische eilanden groeit er ook de aloë vera, erg populair voor (gezonde)voeding en cosmetica. Ook wilde salie is te vinden op het eiland. Aan de kust groeien veel kapok- en manzanillabomen (Hippomane mancinella). Aan deze laatste groeien giftige vruchten: zelfs druppels uit de boom na een regenbui leiden vaak tot hevige huidirritatie.
Daarnaast zijn er tuinplanten geïmporteerd uit andere tropische landen zoals de koningspalm uit Cuba, wisselbloem (Lantana camara), de flamboyant (Delonix regia) uit Madagaskar en de Chinese roos (Hibiscus rosa-sinensis) uit China. De wisselbloem komt ook voor in het wapen van Sint Maarten. Omdat het eiland weinig verschil in de seizoenen kent, bloeien planten het hele jaar door.